# سيريد

سيريد هي بلدة تقع جنوب سلوفاكيا بالقرب من مدينة ترنافا.يبلغ عدد سكان البلدة حوالي 15،581 نسمة.